# Sunfield
Sunfield es una villa ubicada en el condado de Eaton en el estado estadounidense de Míchigan. En el Censo de 2010 tenía una población de 578 habitantes y una densidad poblacional de 279,66 personas por km².

## Geografía
Sunfield se encuentra ubicada en las coordenadas 42°45′41″N 84°59′42″O / 42.76139, -84.99500. Según la Oficina del Censo de los Estados Unidos, Sunfield tiene una superficie total de 2.07 km², de la cual 2.07 km² corresponden a tierra firme y (0%) 0 km² es agua.

## Demografía
Según el censo de 2010, había 578 personas residiendo en Sunfield. La densidad de población era de 279,66 hab./km². De los 578 habitantes, Sunfield estaba compuesto por el 96.71% blancos, el 0% eran afroamericanos, el 0% eran amerindios, el 0.17% eran asiáticos, el 0% eran isleños del Pacífico, el 1.38% eran de otras razas y el 1.73% pertenecían a dos o más razas. Del total de la población el 3.63% eran hispanos o latinos de cualquier raza.